# Ectoina
L'ectoina è un composto chimico di formula C6N2O2H10 e viene liberato da un microrganismo della categoria dei batteri alofili, che lo protegge dai raggi ultravioletti.
Sull'epidermide umana protegge le cellule di Langerhans dalle radiazioni solari. Viene utilizzato come ingrediente nelle creme solari.
L'ectoina si trova in alte concentrazioni nei microrganismi alofili e conferisce resistenza al sale e allo stress termico. L'ectoina è stata identificata per la prima volta nel microrganismo Ectothiorhodospira halochloris, ma da allora è stata trovata in un'ampia gamma di batteri Gram-negativi e Gram-positivi. Tra le specie di batteri in cui è stata trovata l'ectoina ci sono:
- Brevibacterium linens[1]
- Halomonas elongata[2][3]
- Marinococcus halophilus[4]
- Pseudomonas stutzeri[3]
- Halomonas titanicae[5][6]
- Halorhodospira halophila[7]
- Halomonas ventosae[8]

## Biosintesi
L'ectoina viene sintetizzata in tre successive reazioni enzimatiche a partire dalla β-semialdeide aspartica. I geni coinvolti nella biosintesi sono chiamati ectA, ectB e ectC, e codificano rispettivamente gli enzimi acido L-2,4-diamminobutirrico acetiltransferasi, acido L-2,4-diaminobutirrico transaminasi e L-ectoina sintasi.